# 500-km-Rennen von Dijon 1976

Streckenlayout des Circuit de Dijon-Prenois 1976

Das 500-km-Rennen von Dijon 1976, auch 500 km des ACF Dijon-Prenois, fand am 5. September auf dem Circuit de Dijon-Prenois statt und war der 13. Wertungslauf der Sportwagen-Weltmeisterschaft dieses Jahres.

## Das Rennen
Innerhalb von 24 Stunden fanden 1976 zwei Wertungsläufe im Rahmen der Sportwagen-Weltmeisterschaft statt. Am Samstag, dem 4. September, bestritten die Silhouettenfahrzeuge der Gruppen 5 und 4 ihr Rennen. Nach 6 Stunden Fahrzeit siegten Jacky Ickx und Jochen Mass im Werks-Porsche 935.
Am nächsten Tag wurde das Rennen der Gruppe-6-Sportwagen ausgetragen. Erneut gewann Jacky Ickx mit dem Teamkollegen Jochen Mass, diesmal im Porsche 936.

## Ergebnisse

### Schlussklassement
| 1                  | S 3.0 | 6  | Martini Racing               | Jacky Ickx Jochen Mass                    | Porsche 936               | 152 |
| 2                  | S 3.0 | 4  | Renault Sport                | Jacques Laffite Patrick Depailler         | Alpine-Renault A442 Turbo | 152 |
| 3                  | S 3.0 | 2  | Renault Sport                | Jean-Pierre Jabouille Jean-Pierre Jarier  | Alpine-Renault A442 Turbo | 148 |
| 4                  | S 3.0 | 8  | Joest Racing Team            | Reinhold Joest Jürgen Barth               | Porsche 908/3 Turbo       | 144 |
| 5                  | S 3.0 | 18 | Xavier Lapeyre               | Xavier Lapeyre Alain Cudini               | Lola T286                 | 144 |
| 6                  | S 3.0 | 10 | Joest Racing                 | Bob Wollek Horst Godel                    | Porsche 908/3             | 140 |
| 7                  | S 2.0 | 34 | Racing Organisation Course   | Jean-Louis Lafosse Jean-Pierre Jaussaud   | Chevron B36               | 140 |
| 8                  | S 2.0 | 68 | Dorset Racing Association    | Herbert Müller Ian Bracey Brian Joscelyne | Lola T294S                | 132 |
| 9                  | S 2.0 | 40 | Charles Graemiger            | Daniel Brillat François Trisconi          | Cheetah G601              | 130 |
| 10                 | S 3.0 | 32 | Marco Capoferri              | Mario Casoni Marco Capoferri              | Lola T380                 | 128 |
| 11                 | S 2.0 | 46 | Meute                        | Louis Maulini Christian Blanc             | Chevron B23               | 127 |
| 12                 | S 2.0 | 24 | Guy Edwards                  | Guy Edwards John Lepp                     | March 75S                 | 126 |
| 13                 | S 2.0 | 48 | Peter Sauber                 | Eugen Strähl Charly Schirmer              | Sauber C5                 | 126 |
| 14                 | S 2.0 | 22 | Scuderia Torino Corse        | Ermanno Pettiti Roby Filannino            | Osella PA4                | 125 |
| 15                 | S 2.0 | 66 | Dorset Racing Association    | Ian Harrower Simon Phillips               | Lola T294S                | 120 |
| 16                 | S 2.0 | 20 | Danilo Tesini                | Lella Lombardi Danilo Tesini              | Osella PA4                | 115 |
| Ausgefallen        |       |    |                              |                                           |                           |     |
| 17                 | S 3.0 | 16 | John Blanckley               | Martin Raymond John Blanckley             | Chevron B31               | 105 |
| 18                 | S 2.0 | 36 | Racing Organisation Course   | François Sérvanin Laurent Ferrier         | Chevron B36               | 54  |
| 19                 | S 2.0 | 52 | Charles Graemiger            | Peter Bernhard Ruedi Caprez               | Cheetah G501              | 34  |
| 20                 | S 3.0 | 62 | Jörg Obermoser               | Rolf Stommelen Jörg Obermoser             | TOJ SC304                 | 30  |
| 21                 | S 3.0 | 14 | Egon Evertz                  | Heinz Martin Sepp Greger                  | Porsche 908/3 Turbo       | 15  |
| 22                 | S 3.0 | 12 | Egon Evertz                  | Leo Kinnunen                              | Porsche 908/3 Turbo       | 6   |
| Nicht gestartet    |       |    |                              |                                           |                           |     |
| 23                 | S 2.0 | 54 | Formel Rennsport Club Zurich | Rodolfo Cescato Walter Baltisser          | Chevron B21               | 1   |
| Nicht qualifiziert |       |    |                              |                                           |                           |     |
| 24                 | S 2.0 | 26 | Jean-Marie Lemerle           | Jean-Marie Lemerle Alain Levié            | Lola T294                 | 2   |
| 25                 | S 3.0 | 42 | Welter & Meunier             | Didier Pironi Xavier Mathiot              | WM P76                    | 3   |
| 26                 | S 2.0 | 56 | Gianfranco Palazzoli         | Eugenio Renna de Lorenzo                  | Osella PA4                | 4   |
| 27                 | S 3.0 | 58 | Sports Car Team of Austria   | Günther Egermann Eberhard Braun           | KMW SP30                  | 5   |
| 28                 | S 3.0 | 60 | Sports Car Team of Austria   | Henning Hagenbauer Franz Gschwender       | KMW SP30                  | 6   |
| 29                 | S 3.0 | 72 | Jörg Obermoser               | Kurt Hild Robin Smith                     | TOJ SC304                 | 7   |

1 Reserve
2 nicht qualifiziert
3 nicht qualifiziert
4 nicht qualifiziert
5 nicht qualifiziert
6 nicht qualifiziert
7 nicht qualifiziert

### Nur in der Meldeliste
Hier finden sich Teams, Fahrer und Fahrzeuge, die ursprünglich für das Rennen gemeldet waren, aber nicht daran teilnahmen.
| Pos. | Klasse | Nr. | Team            | Fahrer                        | Chassis             |
| ---- | ------ | --- | --------------- | ----------------------------- | ------------------- |
| 30   | S 2.0  | 28  | Jolly Club      | Giorgio Pianta Pino Pica      | Abarth-Osella SE027 |
| 31   | S 2.0  | 30  | Jolly Club      | Pino Pica                     | Abarth-Osella SE027 |
| 32   | S 2.0  | 28  | Georges Schäfer | Georges Schäfer               | Chevron B26         |
| 33   | S 2.0  | 44  | Rododendri      | Franco Milano Luigi Pozzo     | Osella PA3          |
| 34   | S 2.0  | 50  | Roger Heavens   | Hervé LeGuellec Roger Heavens | Lola T294           |

### Klassensieger
| Klasse | Fahrer             | Fahrer               | Fahrzeug    | Platzierung im Gesamtklassement |
| ------ | ------------------ | -------------------- | ----------- | ------------------------------- |
| S 3.0  | Jacky Ickx         | Jochen Mass          | Porsche 936 | Gesamtsieg                      |
| S 2.0  | Jean-Louis Lafosse | Jean-Pierre Jaussaud | Chevron B36 | Rang 7                          |

### Renndaten
- Gemeldet: 34
- Gestartet: 22
- Gewertet: 16
- Rennklassen: 2
- Zuschauer: unbekannt
- Wetter am Renntag: mild und trocken
- Streckenlänge: 3,289 km
- Fahrzeit des Siegerteams: 2:41:23,890 Stunden
- Gesamtrunden des Siegerteams: 152
- Gesamtdistanz des Siegerteams: 499,928 km
- Siegerschnitt: 185,849 km/h
- Pole Position: Patrick Depailler – Alpine-Renault A442 Turbo (#4) – 1:00,090 = 197,044 km/h
- Schnellste Rennrunde: Jochen Mass – Porsche 936 (#6) – 1:01,180 = 193,534 km/h
- Rennserie: 13. Lauf zur Sportwagen-Weltmeisterschaft 1976